# نيلسون ريبيرو
نيلسون ريبيرو (بالبرتغالية: Nelson Ribeiro‏) هو مجدف برازيلي، (ولد في ريو دي جانيرو في البرازيل 1910 – 1973 م).

## وصلات خارجية
- نيلسون ريبيرو على موقع الاتحاد الدولي للتجديف (الإنجليزية)
- نيلسون ريبيرو على موقع اللجنة الأولمبية الدولية (الإنجليزية)
- نيلسون ريبيرو على موقع أوليمبيديا (الإنجليزية)